# Veronika Bolfová
Veronika Bolfová (* 20. června 2003 Kroměříž) je česká reprezentantka v sedmičkovém a patnáctkovém ragby. 
V roce 2023 vybojovala s českou reprezentací Ragby VII třetí místo na Evropských hrách v Krakově.